# Addicted to You (песня Шакиры)
«Addicted to You» (с англ. — «Зависимая от тебя») — песня колумбийской певицы Шакиры, записанная её для своего девятого студийного альбома «Sale el Sol» (2010). Песня была выпущена Epic Records как пятый и последний сингл с альбома 13 марта 2012 года. «Addicted to You» была написана Шакирой, Эль Катой, Джоном Хиллом и Луисом Фернандо Очоа в музыкальном стиле меренге. В ней также заметно влияние стиля реггетон. Слова песни посвящены описанию влюблённости Шакиры в своего любовника. Несмотря на
английское название, большая часть слов песни исполняется на испанском языке.
После выхода сингла критики в целом отнеслись благосклонны к нему и хвалили его быстрый ритм. «Addicted to You» заняла первое место в чарте Monitor Latino в Мексике, где позже была сертифицирована платиновой Мексиканской ассоциацией производителей фонограмм (AMPROFON). Песня также имела успех в чартах Польши, Испании и Франции. В США сингл показал хорошие результаты в латиноамериканских хит-парадах, достигнув девятого места в чарте Billboard Hot Latin Songs и третьего места в чартах Latin Pop Airplay и Latin Tropical Airplay.
Музыкальный видеоклип для песни «Addicted to You» был снят режиссёром Энтони Мандлером, и в нём Шакира исполняет песню в различных местах и в разных нарядах. Многие критики высоко оценили общую привлекательность видео и внешнего вида Шакиры. Клип собрал более 100 миллионов просмотров на видеохостинге YouTube, и за это достижение он получил премию «Vevo Certified» от музыкального видеохостинга Vevo.

## История и описание
«Addicted to You» была написана доминиканским рэпером и продюсером Эль Катой, американским продюсером Джоном Хиллом, Луисом Фернандо Очоа и Шакирой для девятого студийного альбома певицы «Sale el Sol». Альбом ознаменовал первый случай, когда Шакира работала с Эль Катой, и их сотрудничество началось после того, как Шакира выразила своё желание экспериментировать с музыкой меренге, заявив: «Я выросла, слушая меренге — это была большая часть моей жизни, и я скучаю по ней». Меренге — это стиль музыки и танца, происходящий из Доминиканской Республики, и после того, как американский рэпер Pitbull посоветовал певице Эль Кату, Шакира отправилась в его страну и начала делать с ним записи в его «крошечной» студии в Санто-Доминго. Эль Ката отозвался о своём сотрудничестве с Шакирой следующим образом: «Если бы мне кто сказал, что эта маленькая студия будет в это время в поле зрения всего мира, я бы не поверил этому». 14 марта 2012 года на официальном сайте Шакиры было объявлено, что «Addicted to You» станет пятым и последним синглом, который будет выпущен с альбома «Sale el Sol». Он стал доступен для цифрового скачивания на Amazon и в ITunes днём раньше.
По словам Шакиры, альбом «Sale el Sol» имеет три «направления», одним из которых является «латиноамериканское, тропическое направление» альбома. «Addicted to You», наряду с другими треками альбома «Loca» и «Rabiosa», служит основным примером этого музыкального направления. Помимо меренге «Addicted to You» содержит элементы стиля реггетон и имеет «сильный рефрен 1970-х годов и звуки Копакабаны». Несмотря на английское название, слова «Addicted to You» поются только в припеве, а остальная часть песни поётся исключительно на испанском языке. Слова подробно описывает состояние влюблённости Шакиры в своего любовника.

## Критика
Музыкальные критики дали преимущественно положительные оценки синглу «Addicted to You». Дженнифер Шаффер из «The Stanford Daily» отметила, что песня мешает слушателю «убаюкиваться» и «торопит присоединиться к раскачивающему бёдра танцевальному ритму». Мишель Моргант из «The Boston Globe» выбрала эту песню в качестве примера «нового гибрида меренги и рока у Шакиры, в котором накладываются простые риффы на приводящий в движение ритм в звуковой дорожке, которая неотразима». Карлос Масиас из «Terra USA», однако, дал «Addicted to You» отрицательный отзыв и раскритиковал за использование «дешевого клавишного инструмента, который управляет мелодией, напоминающей нам музыку, играемую на свадьбах и кинсеаньерах». В 2013 году журнал «Latina» включил «Addicted to You» в свой список «13 лучших песен на спанглиш». На 28-й церемонии вручения Международной премии танцевальной музыки, состоявшейся в 2013 году, «Addicted to You» была номинирована на премию «Лучший латиноамериканский танцевальный трек». Сингл также был выдвинут на премию Billboard Latin Music Awards 2013 в номинации Латиноамериканская поп-песня года. Эль Ката был удостоен Латинской премии ASCAP в категории поп в качестве автора песни «Addicted to You».
С коммерческой точки зрения «Addicted to You» имела особый успех в Мексике. Сингл достиг высшей позиции в мексиканском чарте Monitor Latino и впоследствии был сертифицирован платиновым Мексиканской ассоциацией производителей фонограмм (AMPROFON) с продажами в 60 000 копий. Также песня достигла первого места в польском чарте Airplay. Во Франции и Испании сингл добрался до 15 и 14 мест соответственно. «Addicted to You» также хорошо зарекомендовала себя в латиноамериканских чартах в США, достигнув девятого места в американском чарте Billboard Hot Latin Songs и оставаясь в нём в общей сложности 20 недель. В чартах Latin Pop Airplay и Latin Tropical Airplay высшей позицией для «Addicted to You» стала третья, в них песня оставалась в общей сложности 26 и 13 недель соответственно. Песня также получила награду на BMI Latin Awards 2011.

## Музыкальное видео
Музыкальный видеоклип для «Addicted to You» был снят режиссёром Энтони Мандлером в Валенсии, районе города Санта-Кларита в штате Калифорния (США). Мировая премьера видеоклипа состоялась 2 мая 2012 года и стала «трендовой темой» в Твиттере. В бессюжетном музыкальном клипе Шакира поёт песню в различных местах: «извивается» на кровати в освещённой свечами комнате, танцует на фоне «некой растительности» на улицах «города в старом испанском стиле», а также «плескается в ванне». На протяжении всего видео Шакира предстаёт в разных нарядах высокой моды, включая чёрно-белую блузку в горошек с толстым кожаным поясом и высоким чёрным нижним бельём, вырезанный купальник и длинную полосатую макси-юбку, а также белое мини-платье-футболку. Шакира также щеголяет своими «лохматыми» светлыми волосами до плеч в этом видео.
Критики в целом положительно оценили видеоклип. Андреа Маграт из «Daily Mail» охарактеризовала внешний вид Шакиры в клипе «сексуальнее, чем когда-либо». Дженна Халли Рубенштейн с MTV похвалила появление Шакиры в видео, сказав, что она выглядит «безумно „en pointe“», в то время как «делает это странное движение бёдрами, которое никто другой не может повторить». Бекки Бэйн с сайта Idolator заявила, что видео можно назвать «полным успехом» в случае, если «главная цель просмотра видео Шакиры состоит в том, чтобы наблюдать, как колумбийская певица вращает своими бёдрами вокруг красивых фонов, надевая откровенную одежду». Видео стало популярным на видеохостинге YouTube, и был отмечена премией «Vevo Certified» от музыкального видеохостинга Vevo, как набравшее более 100 миллионов просмотров.

## Чарты и сертификации
| Чарт (2012)                              | Высшая позиция |
| ---------------------------------------- | -------------- |
| Бельгия/Фландрия (Ultratop 50)           | 27             |
| Бельгия/Валлония (Ultratop 50)           | 18             |
| Франция (SNEP)                           | 15             |
| Италия (FIMI)                            | 49             |
| Мексика (Monitor Latino)                 | 1              |
| Польша (Polish Airplay Top 100)          | 1              |
| Румыния (Airplay 100)                    | 7              |
| Словакия (Rádio — Top 100)               | 43             |
| Испания (PROMUSICAE)                     | 14             |
| Швейцария (Schweizer Hitparade)          | 70             |
| США (Billboard Hot Latin Songs)          | 9              |
| США (Billboard Regional Mexican Airplay) | 5              |
| США (Billboard Tropical Airplay)         | 3              |

| Чарт (2012)                                             | Позиция |
| ------------------------------------------------------- | ------- |
| Бельгия (Валлония)                                      | 97      |
| Франция (Syndicat National de l’Édition Phonographique) | 80      |
| Испания (Productores de Música de España)               | 48      |
| США Latin Songs (Billboard)                             | 28      |

| Страна  | Сертификация    | Продажи |
| ------- | --------------- | ------- |
| Мексика | Platinum + Gold | 90 000  |